# Makopong
Makopong is een dorp in het district Kgalagadi in Botswana. De plaats telt 1697 inwoners (2011).